# Henry Thrale
 (mai 2021).
Si vous disposez d'ouvrages ou d'articles de référence ou si vous connaissez des sites web de qualité traitant du thème abordé ici, merci de compléter l'article en donnant les références utiles à sa vérifiabilité et en les liant à la section « Notes et références ».
Henry Thrale, né entre 1724 et 1730 à Alehouse, Harrow Corner, Southwark, Angleterre et mort le 4 avril 1781 à Londres, est un homme d'affaires et homme politique britannique, ami intime de Samuel Johnson. Comme son père, il était propriétaire d'une grande brasserie de Londres, la H. Thrale & Co.
Il était le fils d'un riche brasseur, Ralph Thrale (1698 - 1758) et de Mary Thrale. Il a épousé Hester Lynch Salusbury le 11 octobre 1763. Le couple a eu douze enfants et sa femme est décédée après lui. 
Il fut député pour Southwark du 23 décembre 1765 à septembre 1780, ainsi qu'un conseiller municipal et un shérif de la Cité de Londres. Il était aussi un chasseur et un sportif qui aimait jouer aux jeux de hasard.